# CHL Import Draft 2010
CHL Import Draft 2010 – 19. draft CHL w historii. Łącznie wybrano 71 zawodników (przewidziano ponad 100 wyborów).

## Wybrani
Pozycje: B – bramkarz, LO – lewy obrońca, PO – prawy obrońca, C – center, LS – lewoskrzydłowy, PS – prawoskrzydłowy

Ligi: OHL – Ontario Hockey League, QMJHL – Quebec Major Junior Hockey League, WHL – Western Hockey League

### Runda 1
| #  | Zawodnik (pozycja)         | Pochodzenie | Klub macierzysty                  | Klub wybierający (liga)                |
| -- | -------------------------- | ----------- | --------------------------------- | -------------------------------------- |
| 1  | Martin Marinčin (LO)       | Słowacja    | HC Košice                         | Prince George Cougars (WHL)            |
| 2  | Nail Jakupow (PS)          | Rosja       | Rieaktor Niżniekamsk              | Sarnia Sting (OHL)                     |
| 7  | Sven Bärtschi (LS)         | Szwajcaria  | SC Langenthal                     | Portland Winterhawks (WHL)             |
| 8  | Nicklas Jensen (PS)        | Dania       | Herning Blue Fox                  | Oshawa Generals (OHL)                  |
| 13 | Marek Tvrdoň (PS)          | Słowacja    | HK Nitra                          | Vancouver Giants (WHL)                 |
| 15 | Anton Złobin (PS)          | Rosja       | Spartak Moskwa do lat 17          | Shawinigan Cataractes (QMJHL)          |
| 16 | Nikita Niestierow (LO)     | Rosja       | Biełyje Miedwiedi Czelabińsk      | Tri-City Americans (WHL)               |
| 17 | Maksim Kicyn (LS)          | Rosja       | Kuznieckie Miedwiedi Nowokuźnieck | Mississauga St. Michael’s Majors (OHL) |
| 20 | Władisław Namiestnikow (C) | Rosja       | Chimik Woskriesiensk              | London Knights (OHL)                   |
| 27 | Maksim Kazakow (PS)        | Rosja       | Omskie Jastrieby                  | Rouyn-Noranda Huskies (QMJHL)          |
| 36 | Raman Hrabarenka (PO)      | Białoruś    | Philadelphia Revolution           | Cape Breton Screaming Eagles (QMJHL)   |
| 38 | Jegor Omieljanienko (LS)   | Rosja       | MHK Spartak Moskwa                | Sault Ste. Marie Greyhounds (OHL)      |
| 41 | Rickard Rakell (LS)        | Szwecja     | AIK J18A                          | Plymouth Whalers (OHL)                 |
| 49 | Marek Kalus (PO)           | Czechy      | HC Oceláři Trzyniec U20           | Spokane Chiefs (WHL)                   |
| 53 | Igor Bobkow (B)            | Rosja       | Stalnyje Lisy Magnitogorsk        | London Knights (OHL)                   |
| 60 | Dmitrij Jaškin (LS)        | Czechy      | Slavia Praga U20                  | Calgary Hitmen (WHL)                   |